# Herefoss
Herefoss är en kyrkby i Birkenes kommun i Telemark fylke i södra Norge. Orten ligger vid riksväg 41, vid norra änden av sjön Herefossfjorden. Här finns Herefoss kyrka.
Orten utgjorde tidigare centralort i dåvarande Herefoss kommun.

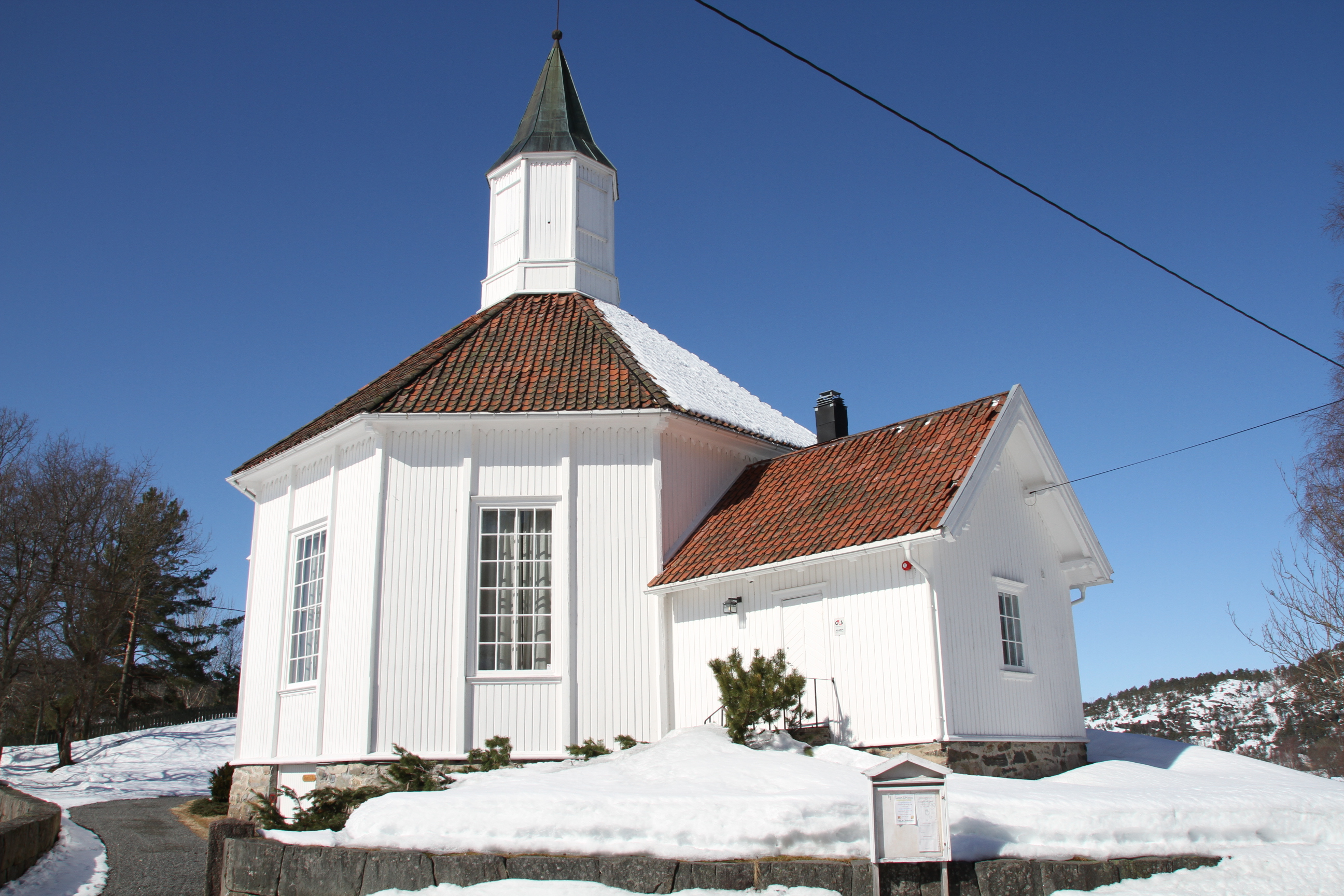
Herefoss kyrka.